# عمرو الجنايني
عمرو الجنايني (25 أكتوبر 1964 -) هو رجل أعمال واقتصادي مصري، ورئيس اللجنة الخماسية المعينة من قبل الاتحاد الدولي لكرة القدم لإدارة الاتحاد المصري لكرة القدم.

## حياته
حصل على بكالوريوس التجارة من كلية التجارة جامعة القاهرة في عام 1985. شغل منصب عضو مجلس إدارة بنادى الزمالك خلال الفترة من 2006 إلى 2013، وعضو مجلس إدارة صندوق دعم الرياضة.

## رئاسة الاتحاد المصري لكرة القدم
بعد استقالة مجلس إدارة الاتحاد بقيادة هاني أبو ريدة، أعلن الاتحاد الدولي لكرة القدم عن اختيار لجنة مكونة من خمسة أفراد لإدارة شئون الاتحاد المصري لكرة القدم وضمت اللجنة عمرو الجنايني رئيسًا، جمال محمد علي نائبًا للرئيس، سحر عبد الحق عضوًا، محمد فضل عضوًا وأحمد عبد الله عضوًا، على أن تباشر اللجنة عملها حتى 31 يوليو 2020، أو بمجرد الانتهاء من مهامها والدعوة لإجراء انتخابات للمجلس المقبل.